# Пам'ятки історії Жмеринського району
У Жмеринському районі Вінницької області на обліку перебуває пам'яток історії.
| № п/п | Охоронний № | Найменування пам'ятки                                                                        | Адреса                                                   | Дата (епоха)  | Дата відкриття або виявлення | Автори                   | Матеріал                           | Основні розміри            | Рішення про взяття під охорону |
| ----- | ----------- | -------------------------------------------------------------------------------------------- | -------------------------------------------------------- | ------------- | ---------------------------- | ------------------------ | ---------------------------------- | -------------------------- | ------------------------------ |
| 1.    | 254         | Братська могила 248 радянських воїнів, загиблих при звільненні селища                        | смт. Браїлів, Браїлівська сел/р, вул. Леніна             | 1944 р.       | 1956 р.                      | Київський худ. фонд      | ск. з/б пост.цегламем. плити бетон | ск. 2,5 м, п.2,2х0,9х0,9 м | № 31310.06.1971 р.             |
| 2.    | 45          | Пам'ятник 280 воїнам — односельчанам, загиблим на фронтах ВВВ                                | смт. Браїлів, Браїлівська сел/р, вул. Чайковського       | 1941-45рр.    | 1986 р.                      | ск. Ніненко              | з/бетон                            | ск.5 м, п.1,5х3м           | № 22726.06.1987 р.             |
| 3.    | 264         | Пам'ятник 104 воїнам –односельчанам, загиблим на фронтах ВВВ                                 | с. Будьки, Тарасівська с/р, вул. Центральна              | 1941-45 рр.   | 1965 р.                      | місцеві майстри          | об. граніт                         | об. 1,7 м                  | № 31310.06.1971 р.             |
| 4.    | 265         | Пам'ятник 57 воїнам односельчанам, загиблим на фронтах ВВВ                                   | с. Вознівці, Тарасівська с/р, на кладовищі               | 1941-45 рр.   | 1967 р.                      | місцеві майстри          | об. гранітпост.граніт              | об. 2,2 м, п.1,2х1х1м      | № 31310.06.1971 р.             |
| 5.    | 255         | Братська могила 5 радянських танкістів, загиблих при звільненні села                         | с. Демидівка, Демидівська с/р, на кладовищі              | 1944 р.       | 1968 р.                      | Житомир. худ. фонд       | ск. граніт, пост. бетон            | ск. 6м                     | № 31310.06.1971 р.             |
| 6.    | 266         | Пам'ятник 119 воїнам –односельчанам, загиблим на фронтах ВВВ                                 | с. Демидівка, Демидівська с/р, вул. Шкільна              | 1941-45 рр.   | 1968 р.                      | Житомир. худ. фонд       | об. граніт, пост.граніт            | об. 8 м, п.1,5х1,5х1,5 м   | № 31310.06.1971 р.             |
| 7.    | 267         | Пам'ятник 93 воїнам односельчанам, загиблим на фронтах ВВВ                                   | с. Дубова, Дубівська с/р, вул. Центральна                | 1941-45 рр.   | 1967 р.                      | місцеві майстри          | об. граніт                         | об. 3 м                    | № 31310.06.1971 р.             |
| 8.    | 93          | Пам'ятник 100 воїнам –односельчанам, загиблим на фронтах ВВВ                                 | с. Жуківці, Жуковецька с/р, вул. Леніна                  | 1941-45 рр.   | 1975 р.                      | Житомир. худ. фонд       | ск. з/б, пост. бетон               | ск. 2 м, п.0,9х2х1,9 м     | № 291 9.06.1977 р.             |
| 9.    | 54          | Пам'ятник 100 воїнам — односельчанам, загиблим на фронтах ВВВ                                | с. Кам'яногірка, Кам'яногірська с/р, вул. Центральна     | 1941-45 рр.   | 1972 р.                      | Київський худ. фонд      | з/бетон                            | ск. 3 м, п.2,7 м           | № 7520.02.1985 р.              |
| 10.   | 94          | Пам'ятник 236 воїнам –односельчанам, загиблим на фронтах ВВВ                                 | с. Кармалюкове, Кармальюківська с/р, вул. Леніна         | 1941-45 рр.   | 1973 р.                      | Київський худ. фонд      | з/бетон                            | ск. 5 м, п.0,7х2,5х2 м     | № 291 9.06.1977 р.             |
| 11.   | 295         | Пам'ятник 92 воїнам –односельчанам, загиблим на фронтах ВВВ                                  | с. Кацмазів, Кацмазівська с/р, вул. Центральна           | 1941-45 рр.   | 1979 р.                      | Київський худ. фонд      | з/бетон                            | ск. 3 м, п.2х1,5х1,5 м     | № 291 9.06.1977 р.             |
| 12.   | 269         | Пам'ятник 144 воїнам –односельчанам, загиблим на фронтах ВВВ                                 | с. Кудіївці, Олександрівська с/р, вул. Шевченка          | 1941-45 рр.   | 1967 р.                      | місцеві майстри          | об. граніт, пост. граніт           | об. 6,5 м, п.1,5х1,6х1,6 м | № 31310.06.1971 р.             |
| 13.   | 95          | Пам'ятник 125 воїнам –односельчанам, загиблим на фронтах ВВВ                                 | с. Курилівці, Куриловецька с/р, вул. Леніна              | -//-          | 1976 р.                      | Житомир-ський худ. фонд  | ск. з/бетон, п.бетон               | ск. 3,5 м, п.1,5х2,5х3,5 м | № 291 9.06.1977 р.             |
| 14.   | 296         | Пам'ятник 326 воїнам –односельчанам, загиблим на фронтах ВВВ                                 | с. Леляки, Леляцька с/р, вул. Леніна                     | 1941-45 рр.   | 1979 р.                      | Київський худ. фонд      | з/бетоноб. граніт                  | ск. 2,5 м, п.1,6х3,6х3,6 м | № 9617.02.1983 р.              |
| 15.   | 96          | Пам'ятник 100 воїнам –односельчанам, загиблим на фронтах ВВВ                                 | с. Лука-Мовчанська, Луко-Мовчанська с/р, вул. Шевченка   | 1941-45 рр.   | 1971 р.                      | Житомир-ський худ. фонд  | ск. з/бетон, п.бетон               | ск. 2,7 м, п.0,9х1,5х1,5 м | № 291 9.06.1977 р.             |
| 16.   | 270         | Пам'ятник 99 воїнам односельчанам, загиблим на фронтах ВВВ                                   | с. Людавка, Людавська с/р, вул. Центральна               | 1941-45 рр.   | 1971 р.                      | Житомир. худ. фонд       | об. граніт, граніт                 | об. 7,4 м, п.1х1х1 м       | № 31310.06.1971 р.             |
| 17.   | 19          | Пам'ятник 78 воїнам — односельчанам, загиблим на фронтах ВВВ                                 | с. Мартинівка, Біликовецька с/р, вул. Заводська          | 1941-45 рр.   | 1988 р.                      | ск. Безверхнійм. Вінниця | з/бетон                            | п.8х2х2 м                  | № 8203.04.1990 р.              |
| 18.   | 30          | Пам'ятник 27 воїнам — односельчанам, загиблим на фронтах ВВВ                                 | с. Межирів, Рівська с/р, вул. Центральна                 | -//-          | 1985 р.                      | місцеві майстри          | гіпс                               | 4х10х18 м                  | № 18324.05.2000 р.             |
| 19.   | 259         | Братська могила 19 радянських воїнів, загиблих при звільненні села                           | с. Могилівка, Демидівська с/р, вул. Шкільна              | 1944 р.       | 1953 р.                      | місцеві майстри          | об. граніт                         | об. 2м                     | № 31310.06.1971 р.             |
| 20.   | 271         | Пам'ятник 137 воїнам –односельчанам, загиблим на фронтах ВВВ                                 | с. Могилівка, Демидівська с/р, вул. Шкільна              | 1941-45 рр.   | 1970 р.                      | місцеві майстри          | об. граніт                         | об. 6м                     | № 31310.06.1971 р.             |
| 21.   | 97          | Пам'ятник 120 воїнам –односельчанам, загиблим на фронтах ВВВ                                 | с. Мовчани, Мовчанська с/р, вул. Леніна                  | 1941-45 рр.   | 1970 р.                      | Житомир. худ. фонд       | ск. з/бетон, пост. бетон           | ск. 3 м, п.0,3х2,5х1,8 м   | № 291 9.06.1977 р.             |
| 22.   | 98          | Пам'ятник 108 воїнам –односельчанам, загиблим на фронтах ВВВ                                 | с. Новоселиця, Куриловецька с/р, вул. Шкільна            | 1941-45 рр.   | 1975 р.                      | Житомир. худ. фонд       | ск. з/бетон, п.бетон               | ск. 2,5 м, п.1,5х3,5х3 м   | № 291 9.06.1977 р.             |
| 23.   | 99          | Пам'ятник 352 воїнам –односельчанам, загиблим на фронтах ВВВ                                 | с. Носківці, Носковецька с/р, вул. Центральна            | 1941-45 рр.   | 1975 р.                      | Житомир. худ. фонд       | ск. з/бетон, п.бетон               | ск. 3,2 мп.0,8х1,8х3 м     | № 291 9.06.1977 р.             |
| 24.   | 100         | Пам'ятник 155 воїнам –односельчанам, загиблим на фронтах ВВВ                                 | с. Олександрівка, Олександрів-ська с/р, вул. Шевченка    | 1941-45 рр.   | 1975 р.                      | Житомир. худ. фонд       | ск. з/бп.бетон                     | ск. 3,5 м, п.1,3х1,3х2,9 м | № 291 9.06 1977 р.             |
| 25.   | 20          | Могила невідомих воїнів, загиблим при обороні та звільненні села                             | с. Олександрівка, Олександрів-ська с/р, вул. Шевченка    | -//-          | 1965 р.                      | місцеві майстри          | з/бетон                            | об..3 м                    | № 8203.04.1990 р.              |
| 26.   | 12          | Пам'ятник жертвам сталінських репресій                                                       | с. Олександрівка, Олександрівсь-ка с/р, вул. Центральна  | 1937-38 рр.   | 1989 р.                      | місцеві майстри          | з/бетон                            | об.1,5 м                   | № 14816.07.1992 р.             |
| 27.   | 101         | Пам'ятник 90 воїнам односельчанам, загиблим на фронтах ВВВ                                   | с. Олексіївка, Кам'яногірська с/р вул. Леніна            | 1941-45 рр.   | 1974 р.                      | Житомир. худ. фонд       | ск. з/бпост.бетон                  | ск. 3,5 м, п.1,5х2,5х3 м   | № 291 9.06 1977 р.             |
| 28.   | 298         | Пам'ятник 139 воїнам –односельчанам, загиблим на фронтах ВВВ                                 | с. Потоки, Потоківська с/р, вул. Шевченка                | 1941-45 рр.   | 1981 р.                      | Київський худ. фонд      | ск. з/бпост.бетон                  | ск. 1,4 мп.2,3х2,3х1,4 м   | № 96 17.02.1983 р              |
| 29.   | 260         | Братська могила 34 радянських воїнів, загиблих при звільненні села                           | с. Почапинці, Почапинецька с/р, біля Будинку культури    | 1944р         | 1960 р.                      | Київський худ. фонд      | ск. з/бпост.бетон                  | ск. 2,5 м, п.1,2х1,2х1,2 м | № 31310.06.1971 р.             |
| 30.   | 261         | Пам'ятник 104 жителям села, розстріляних фашистами                                           | с. Пултівці, Пултівецька с/р, на окраїні села            | 1944 р.       | 1968 р.                      | місцеві майстри          | об. граніт                         | об. 1,5 м                  | № 31310.06.1971 р.             |
| 31.   | 297         | Пам'ятник 80 воїнам односельчанам, загиблим на фронтах ВВВ                                   | с. Пултівці, Пултівецька с/р, біля школи                 | 1941-45 р. р. | 1979 р.                      | Київський худ. фонд      | ск. з/б, пост.бетон                | ск. 3,5 мп.3х1х1,5 м       | № 96 17.02.1983 р              |
| 32.   | 102         | Пам'ятник 176 воїнам –односельчанам, загиблим на фронтах ВВВ                                 | с. Рів, Рівська с/р, біля Будинку культури               | 1941-45 рр.   | 1975 р.                      | Житомир. худ. фонд       | ск. з/бетон, пост.бетон            | ск. 1,8 мп.1,8х1,5х2,8 м   | № 291 9.06.1977 р.             |
| 33.   | 32          | Могила Є. Боярської                                                                          | с. Рижавка, Потоківська с/р, кладовище                   | 1861-1990 рр. | 1998 р.                      | місцеві майстри          | метал                              | 1,5 м                      | № 18324.05.2000 р.             |
| 34.   | 55          | Пам'ятник 65 воїнам — односельчанам, загиблим на фронтах ВВВ                                 | с. Рожепи, Стодулецька с/р, вул. Центральна              | 1941-45 рр.   | 1983 р.                      | Вінниць-кий худ. фонд    | бетон                              | ск. 3 м, п.2,2 м           | № 7520.02.1985 р.              |
| 35.   | 299         | Пам'ятник105 воїнам –односельчанам, загиблим на фронтах ВВВ                                  | с. Северинівка, Северинівська с/р, вул. Шкільна          | 1941-45 рр.   | 1979 р.                      | Київський худ. фонд      | бетон                              | ск. 4 мп.0,4х2,8х0,8 м     | № 96 17.02.1983 р.             |
| 36.   | 103         | Пам'ятник 61 воїнам- односельчанам, загиблим на фронтах ВВВ                                  | с. Сербинівці, Сербинівська с/р, вул. Центральна         | 1941-45 рр.   | 1972 р.                      | Житомир. худ. фонд       | бетон                              | ск. 4 м, п.2х1,2х1,2 м     | № 291 9.06.1977 р.             |
| 37.   | 56          | Пам'ятник 15 воїнам — односельчанам, загиблим на фронтах ВВВ                                 | с. Сідава, Жуковецька с/р, вул. Центральна               | 1941-45 рр.   | 1983 р.                      | Київський худ. фонд      | з/бетон                            | ск. 3 м                    | № 7520.02.1985 р.              |
| 38.   | 21          | Могила невідомого воїна, загиблого при звільненні села                                       | с. Слобода — Носковецька, Коростівецька с/р, вул. Леніна | 1944 р.       | 1944 р.                      | місцеві майстри          | цегла                              | вис.1 м                    | № 8203.04.1990 р.              |
| 39.   | 104         | Пам'ятник 54 воїнам –односельчанам, загиблим на фронтах ВВВ                                  | с. Слобода, Почапинська с/р, вул. Леніна                 | 1941-45 рр.   | 1975 р.                      | Житомир. худ. фонд       | бетон                              | ск. 3 м, п.2х1,5х2,5 м     | № 291 9.06.1977 р.             |
| 40.   | 262         | Братська могила 125 воїнів, загиблих при звільненні села                                     | с. Станіславчик, Станіславчицька с/р, вул. Центральна    | 1944 р.       | 1951 р.                      | Київський худ. фонд      | бетон                              | ск. 2,5 мп.1,3х1,2х1,2м    | № 31310.06.1971 р.             |
| 41.   | 300         | Пам'ятник 104 воїнам –односельчанам, загиблим на фронтах ВВВ                                 | с. Станіславчик, Станіславчицька с/р, вул. Центральна    | 1941-45 рр.   | 1980 р.                      | Київський худ. фонд      | ск. з/б, пост.бетон                | ск. 3 м, п.2х7х2 м         | № 96 17.02.1983                |
| 42.   | 272         | Пам'ятник 98 воїнам односельчанам, загиблим на фронтах ВВВ                                   | с. Стодульці, Стодулецька с/р, вул. Шевченка             | 1941-45 рр.   | 1969 р.                      | місцеві майстри          | об. граніт                         | об. 6,3 м                  | № 31310.06.1971 р.             |
| 43.   | 273         | Пам'ятник 185 воїнам –односельчанам, загиблим на фронтах ВВВ                                 | с. Тарасівка, Тарасівська с/р, вул. Центральна           | 1941-45 рр.   | 1965 р.                      | місцеві майстри          | об. граніт                         | об. 3 м                    | № 31310.06.1971 р.             |
| 44.   | 31          | Пам'ятник жертвам голодомору                                                                 | с. Тарасівка, Тарасівська с/р, вул. Центральна           | 1932-33 рр.   | 1993 р.                      | ск. Корчак В. Т.         | бетон                              | 2,5 м                      | № 18324.05.2000 р.             |
| 45.   | 105         | Пам'ятник 135 воїнам –односельчанам, загиблим на фронтах ВВВ                                 | с. Телелинці, Телелинецька с/р, вул. Леніна              | 1941-45 рр.   | 1972 р.                      | Житомир. худ. фонд       | об. граніт                         | об. 3,4 м                  | № 291 9.06.1977 р.             |
| 46.   | 14          | Пам'ятник 91 воїну — односельчанину, загиблим на фронтах ВВВ                                 | с. Токарівка, Чернятинська с/р, вул. Центральна          | 1941-45 рр.   | 1986 р.                      | Вінниць-кий худ. фонд    | з/бетон                            | ск.2,5 м                   | № 14816.07.1992 р.             |
| 47.   | 106         | Пам'ятник 247 воїнам –односельчанам, загиблим на фронтах ВВВ                                 | с. Чернятин, Чернятинська с/р, вул. Садова               | 1941-45 рр.   | 1975 р.                      | Житомир. худ. фонд       | ск. з/б, пост. бетон               | ск. 3 м, п.0,8х1,1х1,3 м   | № 291 9.06.1977 р.             |
| 48.   | 107         | Пам'ятник 101 воїнам –односельчанам села Щученці та навколишніх сіл, загиблим на фронтах ВВВ | с. Щученці, Жуковецька с/р, вул. Центральна              | 1941-45 рр.   | 1974 р.                      | Житомир. худ. фонд       | ск. з/б, пост.бетон                | ск. 3 м, п.0,6х0,9х1 м     | № 291 9.06.1977 р.             |
|       |             |                                                                                              |                                                          |               |                              |                          |                                    |                            |                                |

## Джерело
- [Архівовано 19 червня 2012 у Wayback Machine.] Пам'ятки Вінницької області